# Grube Glockenberg
Die Grube Glockenberg war ein Dachschiefer-Bergwerk südlich der Granetalsperre in der Nähe von Goslar in der Montanregion Harz.
Nachdem 1896 die Ratsschiefergrube geschlossen worden war, begann 1897 ein Goslarer Dachdeckermeister den Schieferbruch am Glockenberg. In den ersten Jahren wurde der Schiefer ausschließlich im Tagebau abgebaut, ab 1928 ging man zum Untertageabbau über. Die Grube war durch den Hans-Georg-Schacht und durch einen tonnlägigen Schacht mit Tagesöffnung aufgeschlossen. Wegen Absatzschwierigkeiten wurde die Grube 1969 geschlossen.
Danach wurde bis in die 1970er Jahre die schon seit vielen Jahren laufende Gewinnung von Schiefermehl und -split aus den vorhandenen Haldenbeständen fortgeführt. Während dieser Zeit wurde die Schachtanlage bis zum Abbruch 1974 betriebsbereit erhalten. Die zur Grube gehörenden Wohnhäuser waren noch bis 1992 bewohnt, wurden danach aber auch abgebrochen.

## Heutiger Zustand
Heutzutage ist nur noch der abgedeckte und eingezäunte Schacht zu erkennen. Sämtliche Tagesanlagen wurden abgebrochen.